# Sphallopterus batesi
Sphallopterus batesi är en skalbaggsart som beskrevs av Lúcia Maria de Campos Fragoso 1982. Sphallopterus batesi ingår i släktet Sphallopterus och familjen långhorningar. Inga underarter finns listade i Catalogue of Life.